# Baccharis divaricata
Baccharis divaricata là một loài thực vật có hoa trong họ Cúc. Loài này được Hauman mô tả khoa học đầu tiên năm 1913.